# Masters de Hamburgo 1975
El Abierto de Hamburgo de 1975 fue un torneo de tenis jugado sobre tierra batida, que fue parte de las Masters Series. Tuvo lugar en Hamburgo, Alemania, desde el 19 de mayo hasta el 25 de mayo de 1975.

## Campeones

### Individuales
Manuel Orantes vence a  Jan Kodeš, 3-6, 6-2, 6-2, 4-6, 6-1

### Dobles
Juan Gisbert /  Manuel Orantes vencen a  Wojciech Fibak /  Jan Kodeš, 6-3, 7-6